# フロリアン・フレッカー
フロリアン・フレッカー（Florian Flecker  ,  1995年10月29日 - ）は、オーストリア・シュタイアーマルク州ヴォイツブルク出身のプロサッカー選手。LASKリンツに所属している。ポジションはMF。

## 来歴
2010年にカプフェンベルガーSVのユースチームに入団。2014年にチームIIに昇格し、翌年トップチームに昇格。2シーズンで10ゴールを記録。その後はヴォルフスベルガーAC、TSVハルトベルクと渡り歩いた。
2019年5月30日、1.FCウニオン・ベルリンと2年契約を結んだことが発表。しかし、リーグ戦不出場で加入1年目を終了。
2020年8月8日、ヴュルツブルガー・キッカーズと2年契約を締結したことが発表された。